# 童子堂

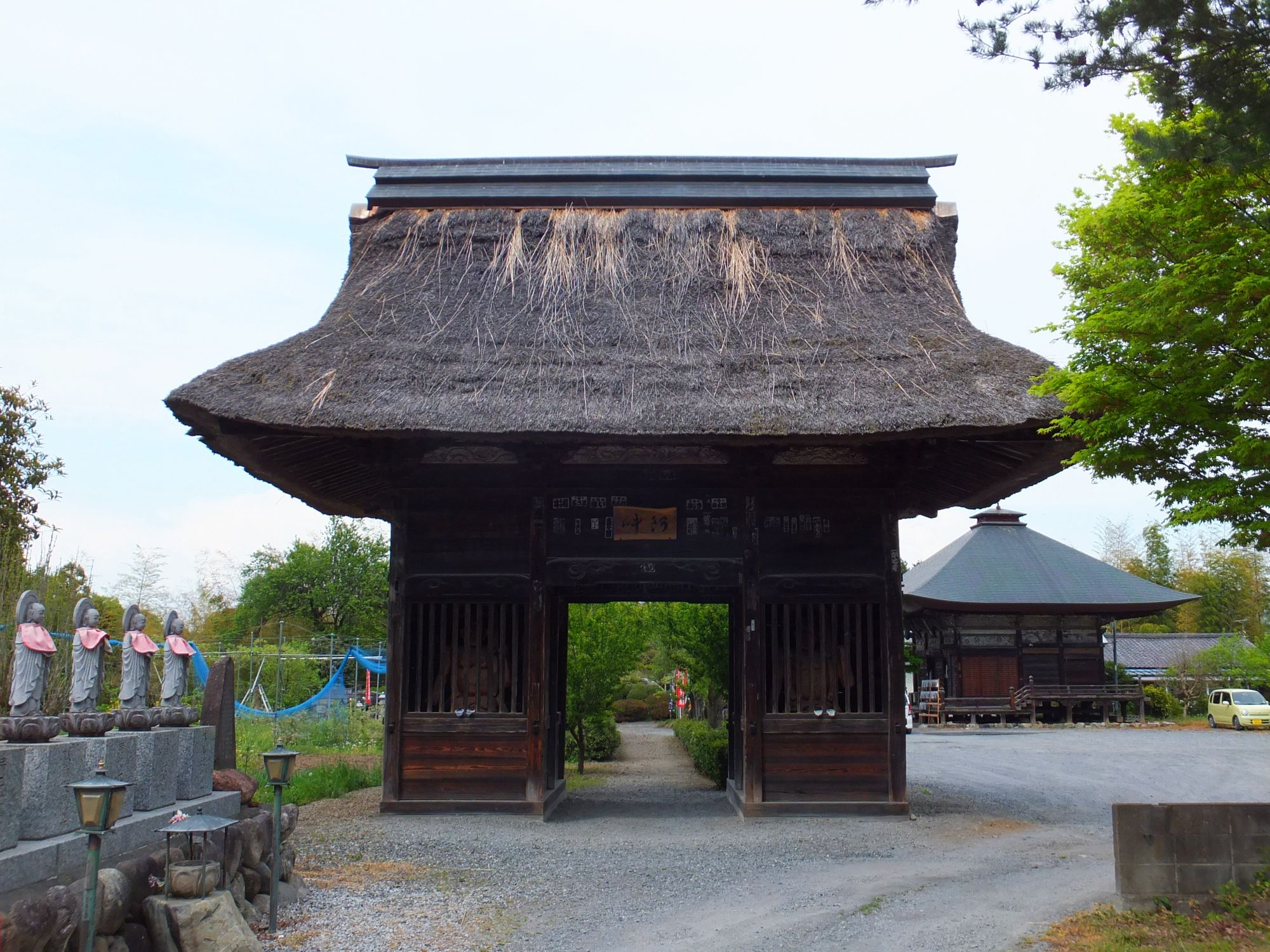
仁王門

童子堂（どうじどう）は、埼玉県秩父市にある真言宗豊山派の寺院で、山号は華台山と号する。なお、当寺の本来の名称は「永福寺」であり、宗教法人名も「宗教法人永福寺」であるが、後述の歴史的背景により秩父札所としての「童子堂」が著名になったことから、本項では「童子堂」を用いることとする。
本尊真言：おん あろりきゃ そわか
御詠歌：極楽をここで見つけて童う堂 後の世までもたのもしきかな

## 歴史
平安時代に開山された。当初は武蔵国秩父郡蒔田村（現・同市蒔田）の山奥にあったが、延喜年間（901年 - 923年）の天然痘が流行した際に、蒔田村の山奥から湧き出る水を、患部に付けると治癒したということから、子供（童子）を守る観音様「童子堂観音」と呼ばれるようになった。
その後、寺運衰微したが、江戸時代になると「栄福寺」が当堂を管理するようになった。1701年（元禄14年）に再建された童子堂は、現在地より約800メートル北に位置（北緯36度0分51.6秒 東経139度4分22秒 / 北緯36.014333度 東経139.07278度）していたが、1910年（明治43年）に現在地の永福寺（栄福寺）の境内に移転した。

## 文化財
- 札所22番 華台山童子堂（秩父市指定史跡 昭和40年1月25日指定）[4]

## 交通アクセス
- 西武秩父駅または秩父駅より西武観光バス
  - 「吉田総合支所・吉田元気村ゆき」にて「札所二十二番入口」下車 徒歩5分
  - 「ミューズパーク循環」にて「秩父公園橋」下車 徒歩10分
- 二十一番札所観音寺より徒歩20分

## 前後の札所
秩父札所（江戸巡礼古道）
22 観音寺 -- (1.4km：明治巡礼古道)-- 22 童子堂 -- (1.4km：明治巡礼古道)-- 23 音楽寺